# 秦岭薹草
秦岭薹草（学名：Carex diplodon）是莎草科薹草属的植物，是中国的特有植物。分布于中国大陆的陕西、甘肃等地，生长于海拔1,100米至1,600米的地区，一般生长在山坡岩石上及山谷中，目前尚未由人工引种栽培。